# 黑苞匹菊
黑苞匹菊（学名：Pyrethrum krylovianum）为菊科匹菊属下的一个种。